# Вокзальна площа (Чернігів)
У Вікіпедії є статті про інші площі з назвою Вокзальна площа
Вокза́льна пло́ща — площа у Новозаводському районі міста Чернігова, біля залізничного вокзалу, є початком проспекту Перемоги. З північної сторони до площі прилучається Привокзальна вулиця.

## Історія
Площа утворена у 1960-ті роки на місці колишнього скверу.
У 2022 році передбачалася реконструкція Вокзальної площі, проте завадило російське вторгнення в Україну.

## Опис
Рух автотранспорту площею не врегульовано світлофорами. Центральну частину площі займає клумба округлої форми. До площі прилучаються залізничний вокзал, автостанція № 1, продуктові крамниці. Завершує композицію площі будівля залізничного вокзалу (1948 рік) — пам'ятка архітектури місцевого значення. На будівлі вокзалу закріплено «Меморіальну дошку на честь чернігівців — героїв-підпільників» (1941—1945, 2001).
Площу оточує нежитлова забудова, на півночі розташована садибна житлова забудова по вулиці Привокзальній.

## Міський транспорт
До Вокзальної площі прямують тролейбусні маршрути № 3, 7А — кінцева зупинка Залізничний вокзал на проспекті Перемоги та автобусні маршрути № 20, 24, 24А, 28, 37.